# Čeľadice
Čeľadice (hongrois : Család) est un village de Slovaquie situé dans la région de Nitra.

## Histoire
Première mention écrite du village en 1113.

## Démographie

### Évolution de la population
| Année:               | 1994. | 2004.   | 2014.    | 2024.    |
| -------------------- | ----- | ------- | -------- | -------- |
| Nombre de personnes: | 786   | 762     | 930      | 1109     |
| Différence:          |       | -3,05 % | +22,04 % | +19,24 % |

| Année:               | 2023. | 2024.   |
| -------------------- | ----- | ------- |
| Nombre de personnes: | 1075  | 1109    |
| Différence:          |       | +3,16 % |